# Les Trois Lacs
Pour les articles homonymes, voir Les Trois Lacs (Les Sources), Trois Lacs, Trois-Lacs et Pays des Trois-Lacs.
Les Trois Lacs est, depuis le  1er janvier 2017, une commune nouvelle française située dans le département de l'Eure en région Normandie.

## Géographie

### Hydrographie
La commune est située dans le bassin Seine-Normandie. Elle est drainée par la Seine, le fossé 01 de la commune de Ailly, le fossé 01 de la commune de Venables, le fossé 02 de la commune de Fontaine-Bellenger et divers autres petits cours d'eau,.
La Seine, qui prend sa source à Source-Seine, en Côte-d'Or, sur le plateau de Langres, traverse le département avec de larges méandres dans sa partie nord-est et se jette dans la Manche entre Le Havre et Honfleur. 
Le fossé 01 de la commune d'Ailly, d'une longueur de 10 km, prend sa source dans la commune d'Ailly et se jette  dans la Seine sur la commune, après avoir traversé cinq communes.
Divers plans d'eau complètent le réseau hydrographique : la Boire de l'Île des Dames, d'une superficie totale de 1,2 ha (0,58 ha sur la commune), la sablière de Buisson Jombel (15,53 ha), la sablière de Port Pan (1,54 ha), la sablière des Prés Clos (22,81 ha), la sablière du Quai au Rouen, d'une superficie totale de 0,8 ha (0,01 ha sur la commune), le plan d'eau 1 de la commune de Tosny (10,22 ha), le plan d'eau 1 de la commune de Venables (121,18 ha), le plan d'eau 1 de la Haguette (2,97 ha), le plan d'eau 1 de la Rosière (10,15 ha), le plan d'eau 1 des Fondriaux (4,5 ha), le plan d'eau 1 des Terres d'Ailly (2,17 ha), le plan d'eau 1 du Bois de la Banque (1,85 ha), le plan d'eau 2 de la Haguette (4,07 ha), le plan d'eau 2 de la Rosière (1,81 ha), le plan d'eau 2 des Terres d'Ailly (2,55 ha), le plan d'eau 2 du Bois de la Banque (0,53 ha), le plan d'eau 3 de la Haguette (8,28 ha), le plan d'eau 3 des Terres d'Ailly (2,46 ha), le plan d'eau 3 du Bois de la Banque (5,42 ha), le plan d'eau 3 du Bois de la Tremblaie (1,88 ha), le plan d'eau 4 des Terres d'Ailly (2,54 ha), le plan d'eau 4 du Bois de la Banque (1,57 ha), le plan d'eau 4 du Bois de la Tremblaie (2,24 ha), le plan d'eau 5 du Bois de la Tremblaie (6,66 ha) et le plan d'eau de la Commune de Tosny (29,06 ha),.

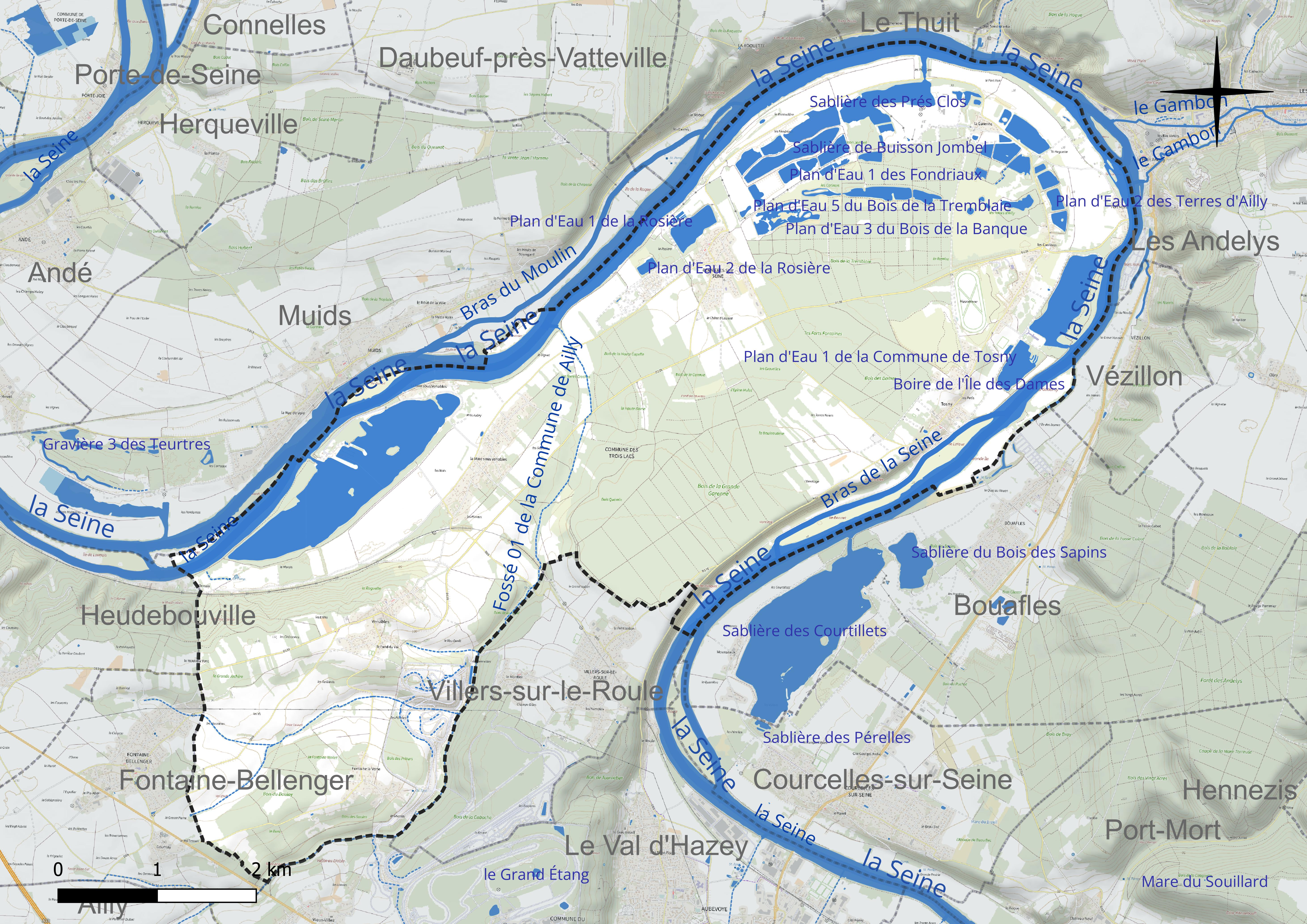
Réseau hydrographique des Trois Lacs.

### Climat
Pour des articles plus généraux, voir Climat de la Normandie et Climat de l'Eure.
En 2010, le climat de la commune est de type climat océanique dégradé des plaines du Centre et du Nord, selon une étude du CNRS s'appuyant sur une série de données couvrant la période 1971-2000. En 2020, Météo-France publie une typologie des climats de la France métropolitaine dans laquelle la commune est exposée à un climat océanique et se trouve dans la région climatique Côtes de la Manche orientale, caractérisée par un faible ensoleillement (1 550 h/an) ; forte humidité de l’air (plus de 20 h/jour avec humidité relative > 80 % en hiver), vents forts fréquents. Parallèlement le GIEC normand, un groupe régional d’experts sur le climat, différencie quant à lui, dans une étude de 2020, trois grands types de climats pour la région Normandie, nuancés à une échelle plus fine par les facteurs géographiques locaux. La commune est, selon ce zonage, exposée à un « climat des plateaux abrités », correspondant aux plaines agricoles de l’Eure, avec une pluviométrie beaucoup plus faible que dans la plaine de Caen en raison du double effet d’abri provoqué par les collines du Bocage normand et par celles qui s’étendent sur un axe du Pays d'Auge au Perche.
Pour la période 1971-2000, la température annuelle moyenne est de 10,6 °C, avec  une amplitude thermique annuelle de 14,7 °C. Le cumul annuel moyen de précipitations est de 704 mm, avec 11,3 jours de précipitations en janvier et 8,2 jours en juillet. Pour la période 1991-2020, la température moyenne annuelle observée sur la station météorologique la plus proche, située sur la commune de Muids à 3 km à vol d'oiseau, est de 12,0 °C et le cumul annuel moyen de précipitations est de 609,1 mm,. Pour l'avenir, les paramètres climatiques de la commune estimés pour 2050 selon différents scénarios d’émission de gaz à effet de serre sont consultables sur un site dédié publié par Météo-France en novembre 2022.

## Urbanisme

### Typologie
Au 1er janvier 2024, Les Trois Lacs est catégorisée commune rurale à habitat dispersé, selon la nouvelle grille communale de densité à 7 niveaux définie par l'Insee en 2022.
Elle est située hors unité urbaine et hors attraction des villes,.

### Occupation des sols

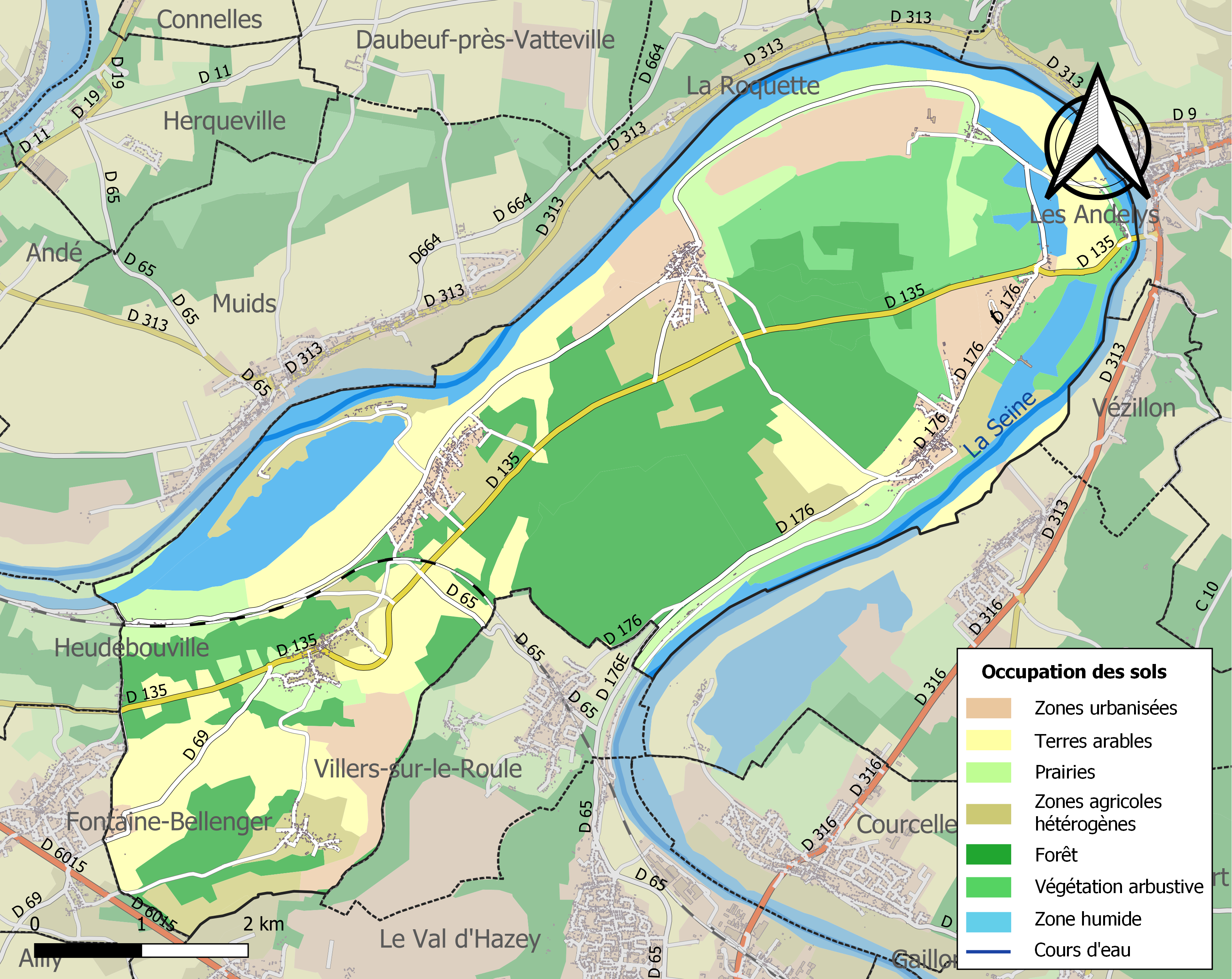
Carte des infrastructures et de l'occupation des sols de la commune en 2018 (CLC).

L'occupation des sols de la commune, telle qu'elle ressort de la base de données européenne d’occupation biophysique des sols Corine Land Cover (CLC), est marquée par l'importance des forêts et milieux semi-naturels (31,2 % en 2018), une proportion identique à celle de 1990 (30,7 %). La répartition détaillée en 2018 est la suivante : 
forêts (16,7 %), mines, décharges et chantiers (15,4 %), milieux à végétation arbustive et/ou herbacée (14,5 %), prairies (14,3 %), eaux continentales (12,8 %), zones agricoles hétérogènes (10,2 %), zones urbanisées (6,7 %), espaces verts artificialisés, non agricoles (5,3 %), terres arables (4 %).
L'IGN met par ailleurs à disposition un outil en ligne permettant de comparer l’évolution dans le temps de l’occupation des sols de la commune (ou de territoires à des échelles différentes). Plusieurs époques sont accessibles sous forme de cartes ou photos aériennes : la carte de Cassini (XVIIIe siècle), la carte d'état-major (1820-1866) et la période actuelle (1950 à aujourd'hui).

## Toponymie
Il s'agit d'un néo-toponyme faisant référence à « la boucle des trois lacs », sur un site classé, de la commune déléguée de Bernières-sur-Seine.

## Histoire
La commune nouvelle regroupe les communes de Bernières-sur-Seine, Tosny et Venables, qui deviennent des communes déléguées, le 1er janvier 2017. Son chef-lieu se situe à Venables.
Le 1er janvier 2021, les trois communes déléguées disparaissent.

## Politique et administration
| Nom                 | Code Insee | Intercommunalité     | Superficie (km2) | Population (dernière pop. légale) | Densité (hab./km2) |
| ------------------- | ---------- | -------------------- | ---------------- | --------------------------------- | ------------------ |
| Venables (siège)    | 27676      | CC Eure Madrie Seine | 14,86            | 814 (2015)                        | 55                 |
| Bernières-sur-Seine | 27058      | CC Eure Madrie Seine | 6,65             | 331 (2014)                        | 50                 |
| Tosny               | 27647      | CC Eure Madrie Seine | 15,02            | 660 (2014)                        | 44                 |

### Liste des maires
| Période      | Période  | Identité         | Étiquette | Qualité                                   |
| ------------ | -------- | ---------------- | --------- | ----------------------------------------- |
| janvier 2017 | 2020     | Patrick Lequette | SE        | dirigeant de société                      |
| 2020         | En cours | Joris Bénier     | SE        | Cadre dans l'administration territoriale. |

## Population et société

### Démographie
L'évolution du nombre d'habitants est connue à travers les recensements de la population effectués dans la commune depuis sa création.

En 2022, la commune comptait 1 748 habitants, en évolution de −2,02 % par rapport à 2016 (Eure : −0,25 %, France hors Mayotte : +2,11 %).
| 2015  | 2020  | 2022  |
| ----- | ----- | ----- |
| 1 779 | 1 759 | 1 748 |

## Culture locale et patrimoine

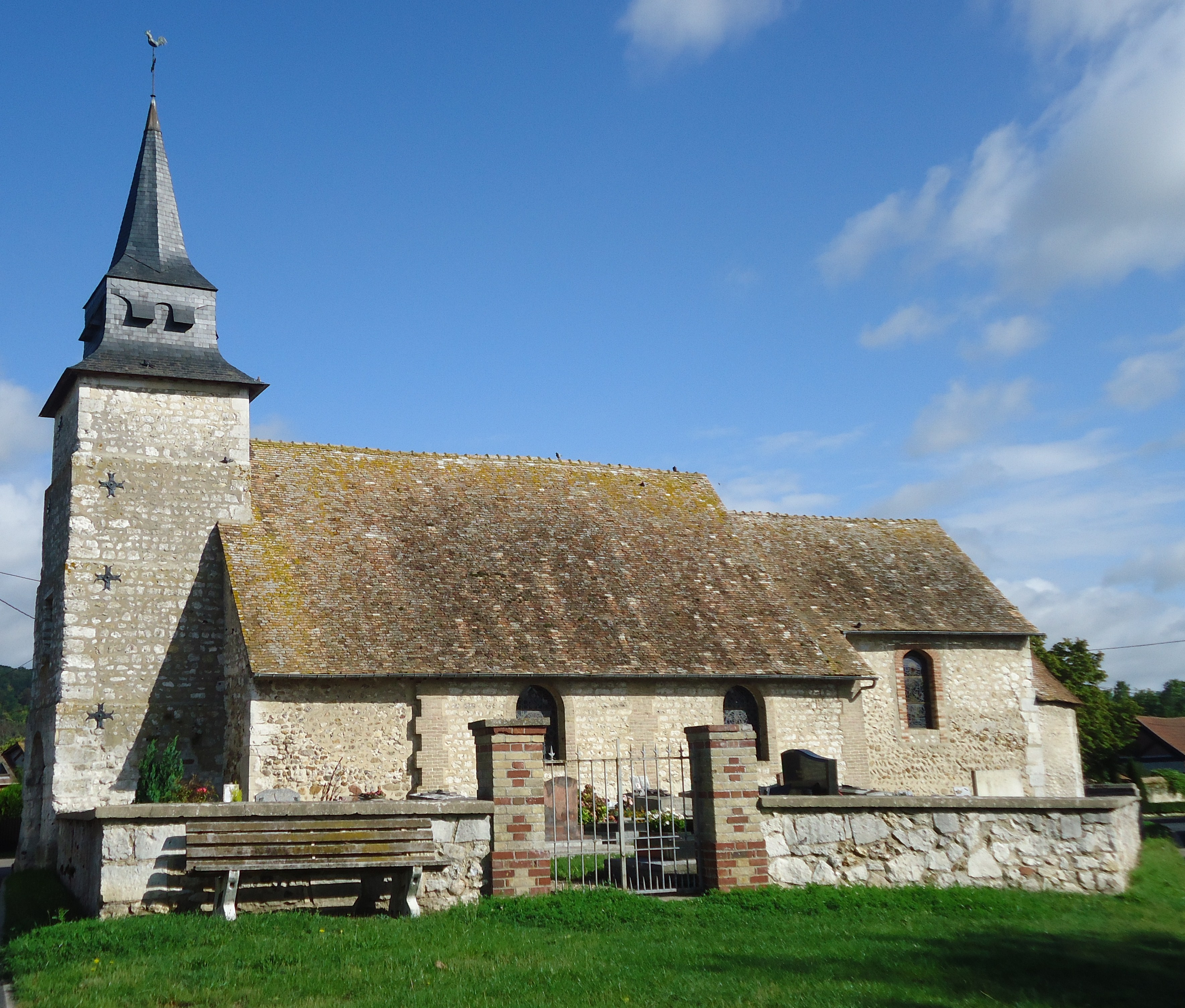
L'église Saint-Denis de Bernières-sur-Seine.

- La motte féodale à Venables, ancien mirador de Gilbert de Venables au XIe siècle.
- Le lac de Venables, avec un accès direct à la Seine et un port de plaisance de 200 anneaux.
- La tour de Tosny, ancien Moulin, reconstruit par les habitants dans les années 1980.
- L'église de Tosny, qui abrite deux gisants.
- L'église Saint-Denis de Bernières-sur-Seine.
- Parc d'attraction Tolysland, sur 6 ha, route des Andelys[23].

### Patrimoine naturel

#### Site classé
- La boucle de la Seine dite de Château-Gaillard  Site classé (2006)[24].